# 12099 Meigooni
A 12099 Meigooni (ideiglenes jelöléssel 1998 HQ124) a Naprendszer kisbolygóövében található aszteroida. A LINEAR projekt keretében fedezték fel 1998. április 23-án.